# CERT Polska
CERT Polska — команда, створена для реагування на події, що порушують безпеку в Інтернеті. CERT Polska працює з 1996 року (до кінця 2000 року під назвою CERT NASK), а з 1997 року є членом FIRST (Форум груп реагування на інциденти безпеки). У рамках цієї організації вона співпрацює з подібними командами у всьому світу. Команда CERT Polska фінансується та діє в структурі Науково-академічної комп'ютерної мережі Польщі.
Основні завдання команди:
- запис і обробка подій, що порушують безпеку мережі;
- сповіщення користувачів про виникнення прямих загроз для них;
- співпраця з іншими групами IRT (група реагування на інциденти) в рамках FIRST;[1]
- проведення заходів, спрямованих на підвищення обізнаності щодо безпеки ІКТ;
- проведення досліджень та підготовка звітів про безпеку польських Інтернет-ресурсів;
- незалежне тестування продуктів і рішень ІТ-безпеки;
- розробка власних інструментів для виявлення, моніторингу, аналізу та кореляції загроз;
- роботи в області створення шаблонів обслуговування та реєстрації інцидентів, а також класифікації та статистики.